# Армянский патриархат Иерусалима

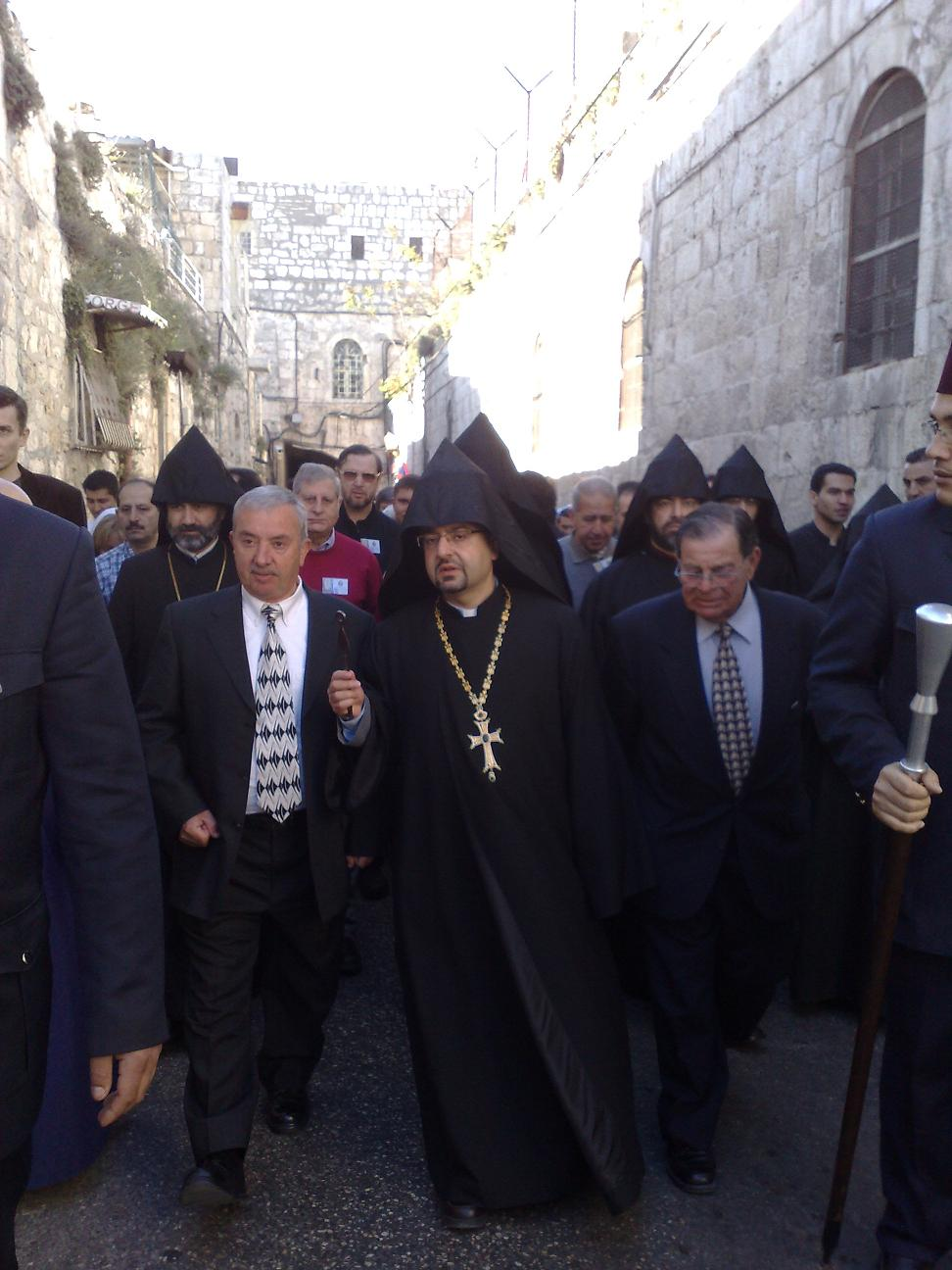
Процессия Армянской патриархии с ключом от храма Воскресения в Великую Субботу

Иерусалимский патриархат Армянской апостольской церкви (точное самоназвание: Апостольская кафедра святого Иакова в Иерусалиме, арм. Առաքելական Աթոռ Սրբոց Յակովբեանց Յերուսաղեմ) — автономный патриархат Армянской Апостольской церкви. Армянский Патриарх в Иерусалиме (с 24 января 2013 года Нурхан Манукян) имеет сан архиепископа и признаёт духовный авторитет Католикоса всех армян ААЦ. Резиденция Иерусалимского Армянского Патриарха находится в историческом районе Иерусалима — Армянском квартале Старого города (Собор Святого Иакова).
В ведении патриархата находятся армянские церкви Израиля (в Иерусалиме, Яффо, Рамле и Хайфе) и Иордании. До 1930 года Армянская Иерусалимская Патриархия имела епархии в Ливане и Сирии, однако после геноцида армян в Турции, ради сохранения института Киликийского Католикосата ААЦ, эти епархии по просьбе Католикоса всех армян были временно переданы Киликийскому католикосату.

## История
Раннюю историю епископской кафедры Иерусалима см. в статье Иерусалимская православная церковь
С 638 года армяне, отвергшие постановления Халкидонского собора (451), с некоторыми перерывами, самостоятельно (от православных) назначают своих епископов в Иерусалиме, которые впоследствии получили титул патриарха.

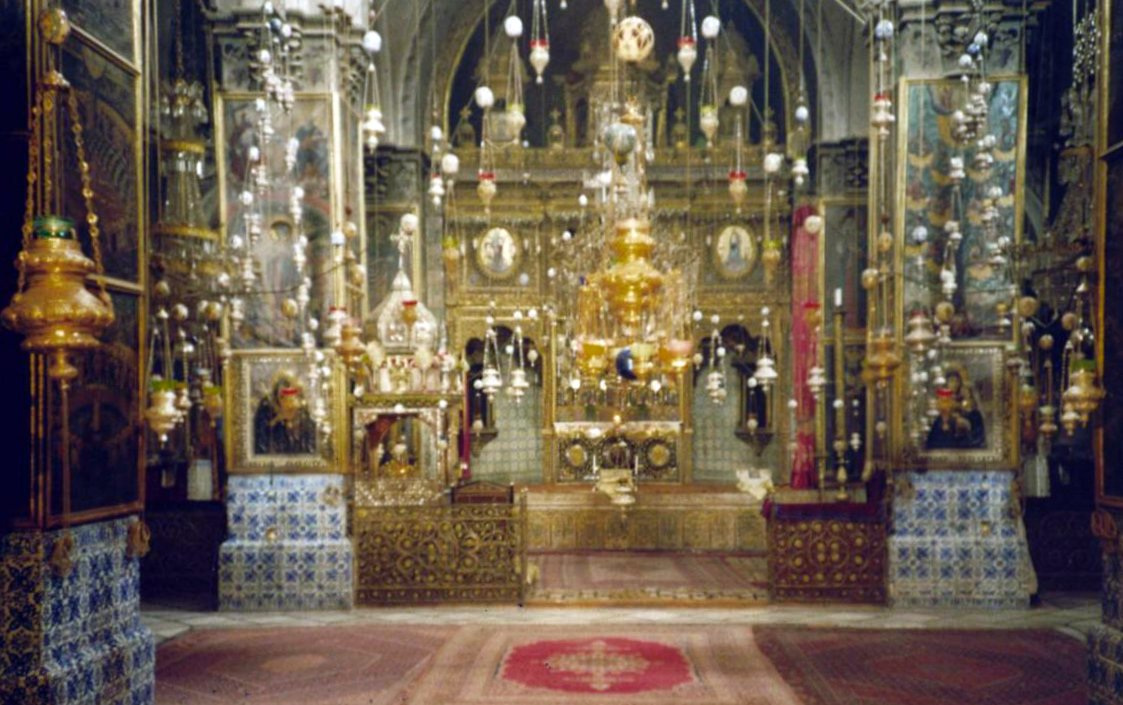
Интерьер кафедрального собора Св. Иакова (Сурб Акоп)

Когда армяно-киликийский царь Ошин и Католикос Константин III Кесараци принудили глав киликийских епархий Армянской церкви принять решения Сисского собора 1307 года о принятии догматических и обрядовых изменений, для унии с Римом, патриарх Иерусалима Саргис, желая сохранить чистоту вероучения Армянской церкви, приобрел у султана Египта грамоту о выводе своего престола из-под административной власти католикосата Киликийской Армении и с 1311 года начал независимо вести свои дела. Однако духовная связь со всей Армянской церковью, сохранявшей прежнюю веру в епархиях исконной Армении, была сохранена.
В XVII веке османское правительство, после многочисленных просьб, позволило армянам расширить монастырь Святого Иакова. Для этой цели время армянский патриарх Ованнес VII приобрел большой участок земли к югу от собора Святого Иакова. К 1752 году Патриархия была занята перестройкой всего квартала, а в 1828 году, после землетрясения, были проведены дальнейшие ремонтные работы.
В 1833 году армяне устроили первую в городе типографию, а в 1843 году открыли духовную семинарию в южной части монастыря Святого Иакова (здание семинарии было достроено в 1850 год). В 1866 году в Иерусалиме начала выходить газета на армянском языке.
После того, как армянская диаспора достигла материального процветания Европе и Америке, богатые армяне стали делать щедрые пожертвования Иерусалимской патриархии. Нефтяной магнат и филантроп Галуст Гюльбенкян на свои средства выстроил в армянском квартале Иерусалима библиотеку, ныне известную, как Библиотека Гюльбенкяна. Сегодня в библиотеке хранится одна из крупнейших коллекций древних армянских рукописей, а также копии султанских фирманов — указов, гарантировавших армянской общине в Османской империи некоторые права.
К 1922 году армяне составляли 8 % христиан Иерусалима, их общая численность в городе составляла около 2480 человек. В 1930-х и 1940-х годах в Армянском квартале проводились дальнейшие ремонтные работы.
Окончание Второй мировой войны принесло также разделение британской подмандатной Палестины и создание в 1948 году государства Израиль. Численность армян, проживающих в то время на Святой Земле (не только в Иерусалиме), составляла около 8000 человек. Армяне, проживавшие в Хайфе и Яффе, вошедших в состав Израиля, получили израильское гражданство; тогда как армяне Армянского квартала Иерусалима оказались подданными Иордании.
В силу неурядиц, вызванных арабо-израильским конфликтом, многие армяне эмигрировали в Европу и США, некоторые уехали в Иорданию. К 1970 году (то есть после Шестидневной войны) армянская община сократилась с 8 до примерно 2-3 тысяч человек, проживающих в Иерусалиме, Хайфе, Яффе и на Западном берегу, в современном государстве Палестина.
За последние тридцать лет число армян в Израиле де-факто значительно выросло за счёт репатриантов из СССР, прибывших в составе смешанных семей. Однако, де-юре, правительство Израиля не учитывает их в качестве армян, относя эту часть населения к евреям.

## Современное состояние

### Армянский квартал Иерусалима
Комплекс зданий армянского патриархата в Иерусалиме представляет собой демографическое и духовное ядро армянского присутствия на Святой Земле. На территории Патриархата, где действует строгий комендантский час с 22:00, когда массивные двери закрываются и запираются до раннего утра, находятся административные офисы и резиденции Патриарха и духовенства, а также частные дома некоторых армянских семей. Помимо этого, комплекс зданий, связанных с армянским патриархатом включает в себя:
- Собор Святого Иакова
- Церковь Архангелов
- Церковь Св. Тороса, в которой хранится драгоценная коллекция иллюминированных армянских рукописей, вторая по величине в мире (более 4000).
- Духовная семинария, где готовят духовенство не только для нужд Иерусалимского патриархата, но и для всей Армянской апостольской церкви. Здесь получают духовное образование в том числе и армяне, прибывшие из Армении, Европы и США. Покойный армяно-американский филантроп Алекс Манукян и его жена Мэри Манукян считаются главными благотворителями семинарии.
- Библиотека Галуста Гюльбенкяна, насчитывающая более 100 000 томов, половина на армянском, а остальные на английском и других европейских языках.
- Музей армянского искусства и культуры Эдварда и Хелен Мардигян, в котором хранятся хранятся исторические и религиозные артефакты, в том числе старинные ковры, армянские монеты и предметы античного времени. Музей назван в честь создавших его филантропов Эдварда и Хелен Мардигян.
- Школа Святых Переводчиков — частная общеобразовательная школа, где преподаются армянский, иврит, английский и арабский языки.
- Патриархат также имеет типографию, в своё время — первую в Иерусалиме, которая теперь компьютеризирован и имеет необходимое оборудование для современной коммерческой печати.

Официальным печатным органом Патриархата является газета «Сион». Студенты духовной семинарии также издают свою газету «Армянский Иерусалим».
Медицинские услуги прихожанам патриархата за символическую плату предоставляются в клинике, построенной на деньги благотворителей. Также патриархия предоставляет бесплатное питание для престарелых, инвалидов и малоимущих членов сообщества.

## Правовое положение и юрисдикция
Патриархат имеет полудипломатический статус по отношению к израильским государственным институтам, и является одним из трех основных хранителей христианских святынь на Святой Земле (два других — православный Иерусалимский патриархат и католический Латинский патриархат Иерусалима). Среди святынь, находящихся под совместным управлением Армянского Патриархата и других конфессий, необходимо отметить:
- Храм Гроба Господня в Старом городе Иерусалима.
- Храм Вознесения на Елеонской горе.
- Гробница Богородицы в Гефсимании.
- Базилика Рождества Христова в Вифлееме.

Армянский Патриархат также имеет юрисдикцию над армянскими апостольскими (григорианскими) общинами в Палестине, Израиле и Иордании. Армянские церкви и монастыри с исключительной юрисдикцией Иерусалимского армянского патриархата включают в себя:
- Церковь Святого Ильи в Хайфе.
- Церковь Святого Николая в Яффо.
- Монастырь Святого Георгия в Рамле.
- Армянская церковь Святого Фаддея в Аммане, Иордания.

## Права и привилегии Армянской патриархии Иерусалима
Армянская патриархия, наравне с патриархиями греческой и латинской, обладает правом собственности на часть основных Святынь Святой Земли, в том числе в храме Рождества в Вифлееме и в храме Воскресения (храме Гроба Господня) в Иерусалиме.

### Армянская патриархия Иерусалима иБлагодатный огонь
Армянская апостольская церковь, представители которой всегда непосредственно участвовали в церемонии Святого Света в храме Гроба Господня, отвергает распространённые в греко-православных церквях представления о Благодатном огне, отрицает его сверхъестественные свойства и обстоятельства его появления. Утверждается, что огонь не самовозгорается, а греческий патриарх и армянский архимандрит возжигают свечи от неугасимой лампады, огонь в которой поддерживается уже на протяжении 1500 лет. Даются также альтернативные версии преданий, например, о треснувшей колонне.
В марте 2018 года священник Самуэль Агоян, представляющий Армянскую патриархию, в ходе проходившей в Кувуклии съёмки репортажа для телеканала «Хадашот 2» заявил, что ничего мистического в Благодатном огне нет, и что он сам трижды наблюдал, как патриархи зажигают связки восковых свечей от масляной лампады. «Бог творит чудеса, но не на потеху людям», — резюмировал священнослужитель. Комментируя это заявление, служитель Иерусалимской Армянской патриархии архимандрит Гевонд, подтвердил, что отец Самуэль участвовал вместе с греческим патриархом в церемонии, и «сам зажигал огонь от лампады». Развивая позицию ААЦ по этому вопросу, в интервью РИА Новости он сказал:

Мы никогда не объявляли, что огонь сходит с небес. Да, такие чудеса были, но они происходили всенародно… Мы считаем огонь Благодатным, потому что молитвами Григория Просветителя сходит благодать, могут быть чудеса, исцеляться больные.
На сайте Российской и Ново-Нахичеванской епархии Армянской апостольской церкви разъясняется:

Всё, что касается особых свойств выносимого огня, то всё это является плодом всё того же воображения экзальтированных паломников. Все рассказы о самовоспламенении и о том, что огонь этот некоторое время не обжигает, являются сказкой, в которую предлагается просто веровать как в важную «православную истину», и многие с немалым энтузиазмом включаются в эту, часто небезопасную игру с огнём. Люди, наивно верующие, что в их руках «чудесный огонь», получают серьёзные ожоги, но при этом хвалящихся тем, что они «лично умывались огнём и не обжигались», не убавляется.